# أنجوس سامبسون
أنجوس سامبسون (بالإنجليزية: Angus Sampson)‏ هو ممثل أسترالي، ولد في 1979 بسيدني في أستراليا.

## أعمال

### أفلام
- (2010) غدار[4]
- (2013)  الفصل الثاني[5]
- (2015)  الفصل الثالث[6][7]
- (2015)  فيوري رود[8][9][6][10][11]
- (2018)  المفتاح الأخير
- (2018) وينشيستر

### مسلسلات
- مغامرون ليليون

## وصلات خارجية
- أنجوس سامبسون على موقع IMDb (الإنجليزية)
- أنجوس سامبسون على موقع قاعدة بيانات الأفلام السويدية (السويدية)
- أنجوس سامبسون على موقع قاعدة بيانات الفيلم (الإنجليزية)